# Томский политехнический университет
Национа́льный иссле́довательский То́мский политехни́ческий университе́т — исторически четвёртый технический вуз в России и первый в ее азиатской части.
В 2023 году университет занял 90-е место в списке крупнейших университетов России по количеству студентов и 23 место в стране по количеству иностранных студентов на данным мониторинга Министерства науки и высшего образования РФ в 2023 году в вузе обучалось 11 553 и 2 518 человек соответственно.

## История
- 2009 — Национальный исследовательский Томский политехнический университет (ТПУ)[4]

### Томский технологический институт Императора Николая II

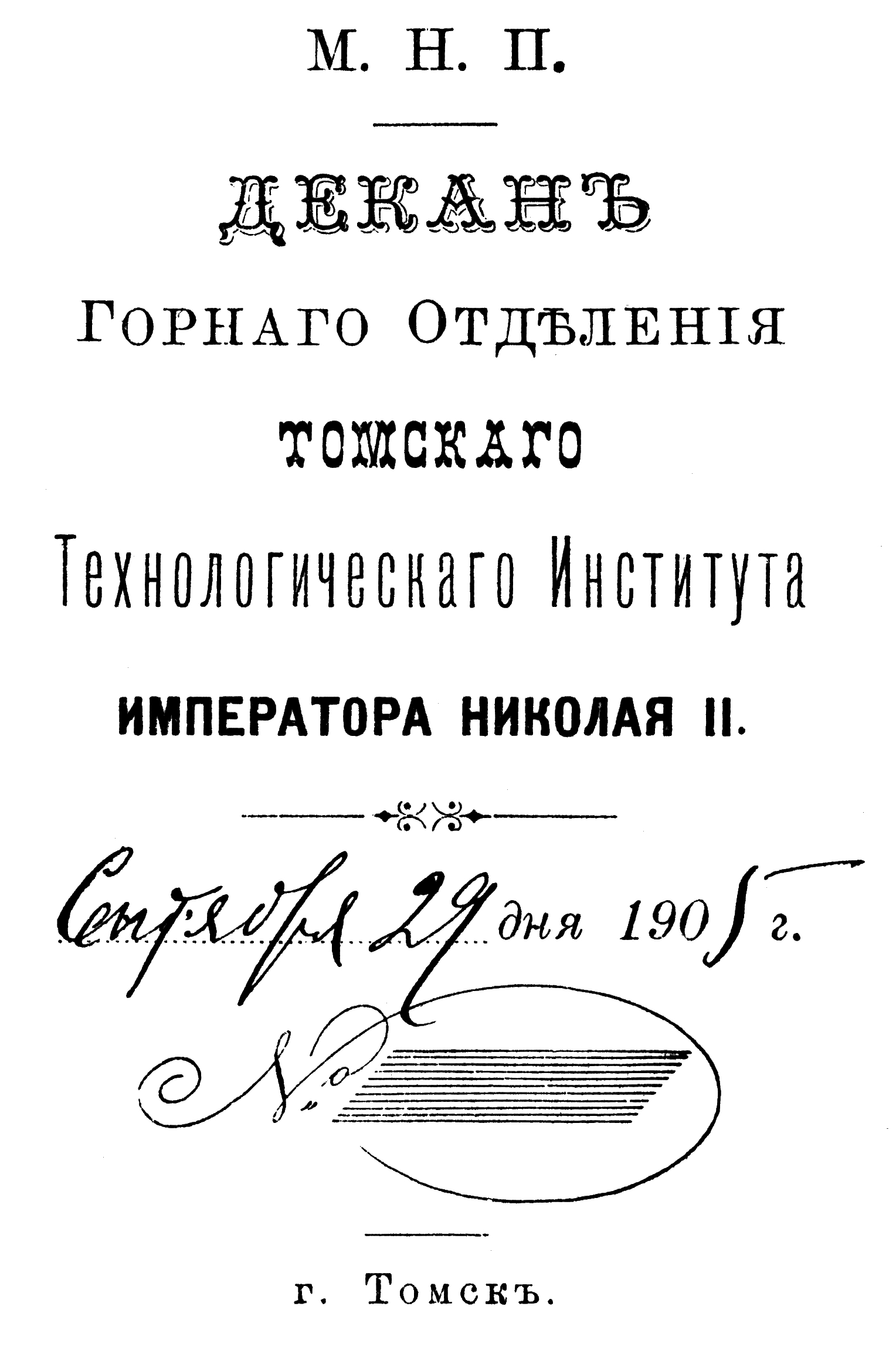
Бланк декана горного факультета, 1905 г.

Основан в 1896 году Министерством народного просвещения Российской империи, как «Томский технологический институт Императора Николая II» с двумя отделениями: механическим и химико-техническим. После длительных дискуссий Государственный совет России принял решение об учреждении института по типу политехнического учебного заведения в составе четырех отделений: механического, химического, горного и инженерно-строительного. Главный корпус университета построен в 1897—1907 годах по проекту академика архитектуры Р. Р. Марфельда.
Место первого директора института было предложено занять Д. И. Менделееву, однако, он по состоянию здоровья вынужден был отказаться. Но в дальнейшем он принимал активное участие в становлении института — входил в состав комитетов, занимавшихся строительством корпусов ТТИ, помогал оснащать лаборатории и кабинеты института самым новейшим оборудованием, подбирал профессиональные научные кадры. В январе 1899 года Высочайшим приказом по гражданскому ведомству первым директором и председателем строительного комитета по возведению зданий и сооружений Томского технологического института был назначен профессор химии, ученик Д. И. Менделеева, Е. Л. Зубашев.
Занятия начались 9 октября 1900 года, первую лекцию (по аналитической геометрии) прочитал профессор В.Л. Некрасов. Среди первых профессоров института были известные ученые: профессор Н. М. Кижнер, открывший каталитическое разложение алкилиденгидразинов (реакция Кижнера-Вольфа); профессор Ф. Э. Молин, положивший начало высшему математическому образованию и математическим исследованиям в Сибири; профессор Е. В. Бирон, открывший явление вторичной периодичности закона Д. И. Менделеева; профессор Б. П. Вейнберг, крупнейший учёный физик и гляциолог; профессор В. А. Обручев, организатор горного отделения и родоначальник горно-геологической школы Сибири и др. В первом семестре 1904/05 уч. гг. выдающийся русский градостроитель и санитарный инженер А. К. Енш читал курсы лекций по строительным работам и архитектуре студентам инженерно-строительного отделения и общий курс архитектуры — студентам механического, горного и химического отделений.
В 1917 году «Томский технологический институт Императора Николая II» был переименован в «Томский технологический институт».

### Институт после 1917 года
В 1925 году был переименован в Сибирский технологический институт (СТИ).
В 1930 году СТИ был разделён на следующие институты:
- Сибирский геологоразведочный институт (Томск);
- Западно-Сибирский механико-машиностроительный институт (Томск);
- Сибирский химико-технологический институт (Томск);
- Западно-Сибирский горный институт (Томск);
- Западно-Сибирский институт сельскохозяйственного машиностроения (Новосибирск);
- Сибирский институт инженеров железнодорожного транспорта (затем Томский электромеханический институт инженеров транспорта (ТЭМИИТ), в 1962 году переведён в Омск, ныне Омский государственный университет путей сообщения;
- Сибирский строительный институт (переведён в Новосибирск);
- Сибирский институт чёрной металлургии (переведён в Новокузнецк).
- Мукомольно-элеваторный институт (Томск);
- Институт цветных металлов (Иркутск).

В 1934 году первые три института были объединены в Томский индустриальный институт. 5 марта 1935 г. постановлением ЦИК СССР ему было присвоено имя С. М. Кирова.
Указом Президиума Верховного Совета СССР 12 декабря 1940 года институт был награждён орденом Трудового Красного Знамени «в ознаменование 40-летнего юбилея и за выдающиеся заслуги в подготовке высококвалифицированных специалистов для промышленности».
В 1941—1945 годы во время Великой Отечественной войны вся научно-исследовательская работа института была нацелена на разработку оборонной тематики, на оказание помощи производству, в том числе эвакуированным в Томск промышленным предприятиям. Вся научно-исследовательская работа вузов координировалась Комитетом ученых, созданным 27 июня 1941 года по инициативе ряда профессоров томских вузов. В его состав вошли ведущие ученые города, в том числе профессора Томского индустриального института (И. Н. Бутаков, И. В. Геблер. М. К. Коровин). Одним из заместителей председателя комитета был ректор института профессор К. Н. Шмаргунов.
Многие заводы по изготовлению танков и оружия возглавляли выпускники ТПИ. Горбачёв Тимофей Фёдорович (выпускник Сибирского технологического института (ТПУ), 1928 г.) возглавлял отдел комбината «Кузбассуголь». Камов Николай Ильич (выпускник механического факультета Томского технологического института (ТПУ), 1923 г.) в 1940 г. стал главным конструктором КБ по вертолётостроению. Кожевин Владимир Григорьевич (Выпускник горного факультета Сибирского механико-машиностроительного института (ТПУ), 1934 г.) c 1941 г. работал начальником технического отдела и заместителем главного инженера треста «Осинникиуголь» комбината «Кузбассуголь», где добывали угли особо ценных марок, необходимых для металлургии и обороны страны; в июне 1942 г. был назначен главным инженером и начальником шахты № 10 того же треста; шахта из отстающих вышла в передовые по Кузбассу и, начиная с 1943 г., до конца войны держала знамя Государственного комитета обороны. Кузнецов Валерий Алексеевич (выпускник геологоразведочного факультета Томского индустриального института (ТПУ), 1932 г.) в годы Великой Отечественной войны Кузнецов руководил в Западно-Сибирском геологическом управлении работами по составлению геологических карт, являющихся основой поисков полезных ископаемых, потребность в которых резко возросла в эти годы. Носов Григорий Иванович (выпускник Томского технологического института (ТПУ), 1930 г.) в 1940 г. возглавил одно из крупнейших металлургических предприятий СССР Магнитогорский металлургический комбинат.
На фронт ушло более 700 человек: студенты, преподаватели, научные сотрудники, рабочие и служащие, среди которых были добровольцы. Они участвовали во многих сражениях, и лишь небольшая часть из них дошла до Берлина, оставив свои росписи на стенах Рейхстага.
В 1944 году переименован в Томский политехнический институт.
В 1952 году в ТПИ была принята первая телевизионная передача — киножурнал со звуковым сопровождением. Томск стал четвертым городом в СССР, где появилось телевидение.
В 1957 году при ТПИ был открыт научно-исследовательский институт ядерной физики.
В 1959 году был открыт вечерний филиал физико-технического факультета Томского политехнического института (совр. Северский технологический институт НИЯУ МИФИ).
В 1962 году на базе радиотехнического факультета был создан Томский институт радиоэлектроники и электронной техники (ТИРиЭТ).
В 1965 году был осуществлен физический пуск синхротрона «Сириус» на 1,5 ГэВ.
В 1967 году запущен исследовательский ядерный реактор института.
В 1971 году Томский политехнический институт был награждён орденом Октябрьской революции.
В 1981 году в составе ТПИ был создан учебно-научный комплекс «Кибернетика».

## Деятельность
18 октября 1991 года Совет министров РСФСР принял постановление № 552 «О преобразовании Томского политехнического института в Томский политехнический университет».
В 1997 году ТПУ стал особо ценным объектом культурного наследия народов Российской Федерации.
В 2009 году университет вошёл в число двенадцати победителей конкурса по отбору программ развития университетов, в отношении которых устанавливается категория «национальный исследовательский университет» и стал первым томским вузом 2009 года, получившим эту категорию.
В июле 2013 года университет вошёл в число победителей конкурса на статус «Ведущие университеты России».
На базе отдельных факультетов, кафедр и специальностей Томского политехнического университета в разное время было открыто около 20 самостоятельных вузов в Москве, Новосибирске, Омске, Томске, Северске, Красноярске, Иркутске, Кемерово, Барнауле, Чите, Хабаровске и других российских городах.
Является членом 12 международных ассоциаций и консорциумов, включая European Association of Research Management and Administrations (EARMA), Conderence of Engineering Schools for Advanced Engineering Education and Research (CESAER), Consortium Linking Universities of Science and Technology for Education and Research (CLUSTER), European University Association (EUA).
Участник программы государственной поддержки университетов «Приоритет 2030», по итогам конкурсного отбора вуз вошел в группу «Исследовательское лидерство».

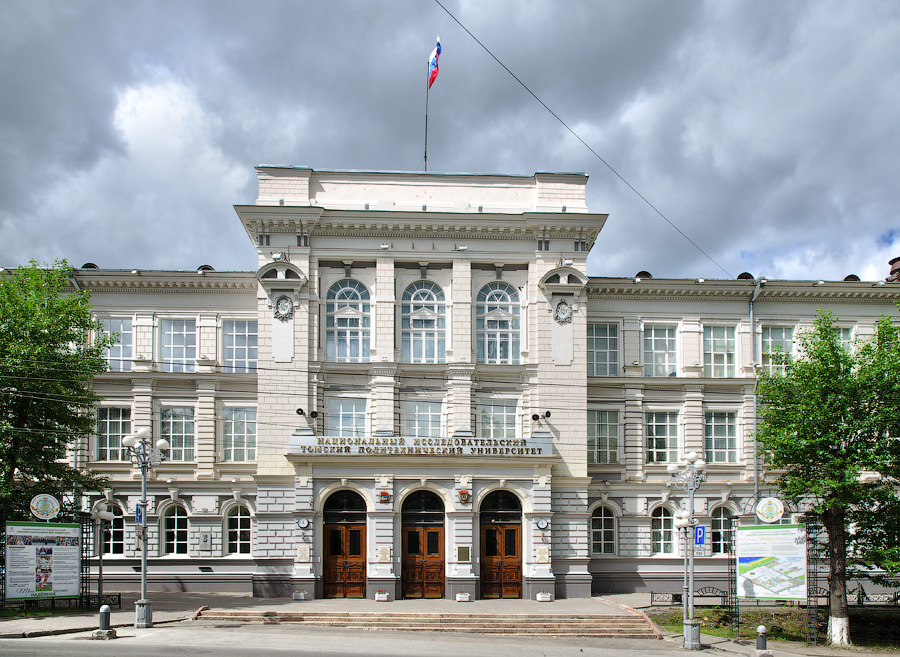
главный корпус томского политехнического университета

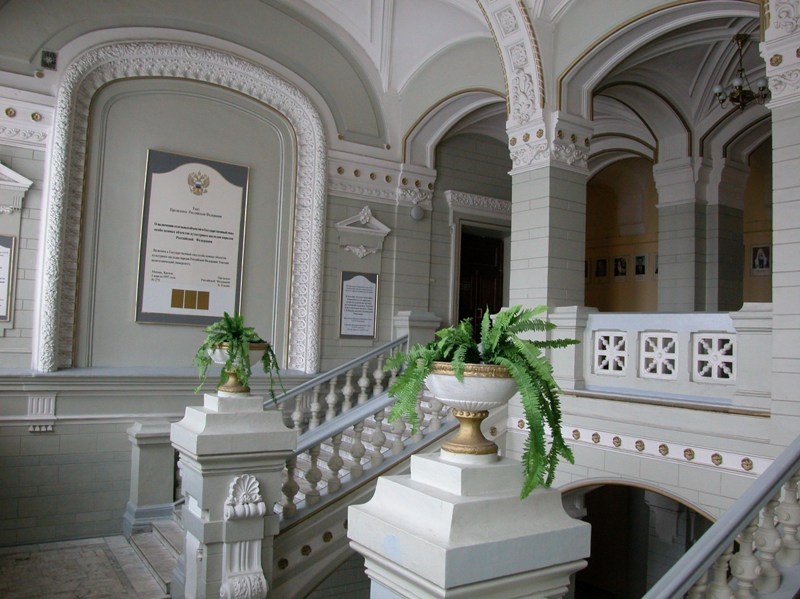
Холл главного корпуса ТПУ

## Руководители
- 1899—1907 Зубашев Е. Л. Директор ТТИ
- 1907—1911 Алексеевский В. П. Директор ТТИ
- 1911—1916 Карташев Н. И. Директор ТТИ. Заслуженный деятель науки и техники РСФСР, лауреат Государственной премии СССР
- 1916—1919 Бобарыков И. И. Директор ТТИ. Заслуженный деятель науки и техники РСФСР
- 1919—1920 Угаров А. В. Директор ТТИ[14]
- 1920—1921 Михайленко Я. И.[15] Директор ТТИ. Заслуженный деятель науки и техники РСФСР
- 1921—1930 Гутовский Н. В.[16] Ректор ТТИ-СТИ
- 1930—1934 Калмыков С. М. Директор СММИ
- 1934—1936 Кашкин А. М.[17] Ректор ТИИ
- 1936—1937 Нестеров А. А. Директор ТИИ
- 1937—1938 Гаршенин Д. С. Директор ТИИ
- 1939—1944 Шмаргунов К. Н.[18] Директор ТИИ
- 1944—1970 Воробьёв А. А. Ректор ТПИ. Заслуженный деятель науки и техники РСФСР, член-корреспондент Академии педагогических наук
- 1970—1981 Каляцкий И. И.[19] Ректор ТПИ
- 1981—1990 Чучалин И. П.[20] Ректор ТПИ. Заслуженный деятель науки и техники РСФСР
- 1990—2008 Похолков Ю. П.[21] Ректор ТПИ — ТПУ. Заслуженный деятель науки и техники РФ
- 2008—2019 Чубик П. С. Ректор ТПУ
- 2019—2020 Дёмин В. В.[22], временно исполняющий обязанности ректора
- 2020—2021 Яковлев А.А.[23] исполняющий обязанности ректора.
- 2021— 2023 Седнев Д.А. Ректор ТПУ[24].
- 2023 — н.в. Сухих Л.Г. исполняющий обязанности ректора.

## Рейтинги
| Версии рейтингов                                                                       | В России | В Европе | В мире  | Год  |
| -------------------------------------------------------------------------------------- | -------- | -------- | ------- | ---- |
| Рейтинг вузов России (рейтинговое агентство RAEX Аналитика)                            | 9        |          |         | 2022 |
| Рейтинг влиятельности вузов (RAEX)                                                     | 23       |          |         | 2022 |
| Национальный рейтинг университетов                                                     | 11-12    |          |         | 2022 |
| Международный рейтинг «Три миссии университета»                                        | 6        |          | 258     | 2022 |
| Classbase                                                                              | 16       | 510      | 1379    | 2013 |
| Entire Education                                                                       | 10       |          |         | 2012 |
| Web of World Universities                                                              | 12       |          |         | 2013 |
| QS World University Rankings                                                           |          |          | 501—550 | 2014 |
| фонд В. Потанина                                                                       | 4        |          |         | 2012 |
| SCImago                                                                                | 19       | 142      | 2421    | 2012 |
| Национальный рейтинг университетов-2012 (совместный проект «Интерфакс» и «Эхо Москвы») | 9        |          |         | 2012 |
| Национальный рейтинг университетов-2011 (совместный проект «Интерфакс» и «Эхо Москвы») | 9        |          |         | 2011 |
| Министерство образования и науки РФ                                                    | 2        |          |         | 2008 |

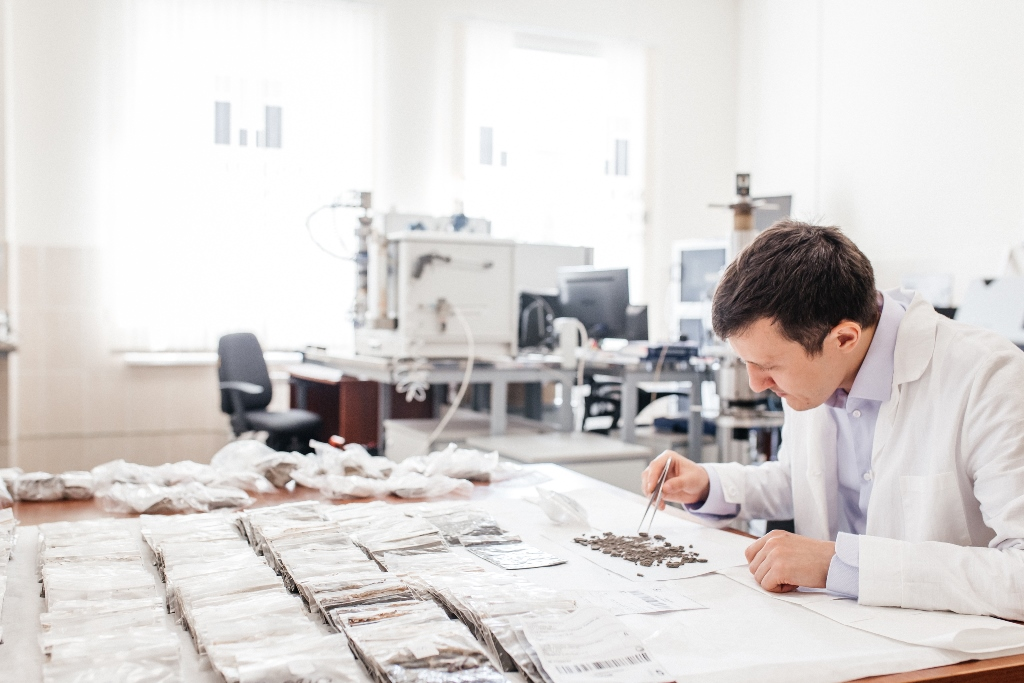
Ученые ТПУ ищут новые технологии добычи трудноизвлекаемой палеозойской нефти

| GlobalWorldCommunicator (GWC)                                                          | 2        |          | 146     | 2016 |
| 100 лучших российских вузов по версии Forbes—2020                                      | 7        |          |         | 2020 |

## Образовательная деятельность
Томский политехнический университет осуществляет образовательную деятельность  по:
- 28 направлениям подготовки бакалавров;
- 33 направлениям подготовки магистров;
- 5 образовательным программам подготовки дипломированных специалистов;
- 19 программам подготовки аспирантов;
- 31 научным специальностям подготовки докторантов.

В 2017 году в ТПУ институты трансформировались инженерные и исследовательские школы :
- Инженерная школа информационных технологий и робототехники.
- Инженерная школа неразрушающего контроля и безопасности.
- Инженерная школа новых производственных технологий.
- Инженерная школа природных ресурсов.
- Инженерная школа энергетики.
- Инженерная школа ядерных технологий.
- Исследовательская школа физики высокоэнергетических процессов.
- Исследовательская школа химических и биомедицинских технологий.
- Школа базовой инженерной подготовки.
- Школа инженерного предпринимательства.

### Юргинский технологический институт (филиал)
Юргинский технологический институт (филиал) Томского политехнического университета был создан в результате ряда преобразований: учебно-консультационный пункт (1957), механико-машиностроительный факультет (1987), филиал ТПУ в г. Юрге (1993), ЮТИ ТПУ (2003). Готовит инженерные кадры для Кузбасса. Решение этой задачи всегда решалось с помощью базового предприятия — Юргинского машиностроительного завода, который, сменив в 2006 году собственника, решает совместно с институтом задачу по подготовке практико-ориентированных специалистов машиностроительного производства.
Обучение студентов ведётся на 10 кафедрах института, 8 из которых являются выпускающими.
В институте обучается более 1500 студентов, по очной, очно-заочной и заочной формам. Институт имеет 8 учебно-лабораторных корпусов, в которых располагаются свыше 70 лабораторий, оснащённых современным оборудованием и средствами технического обучения.

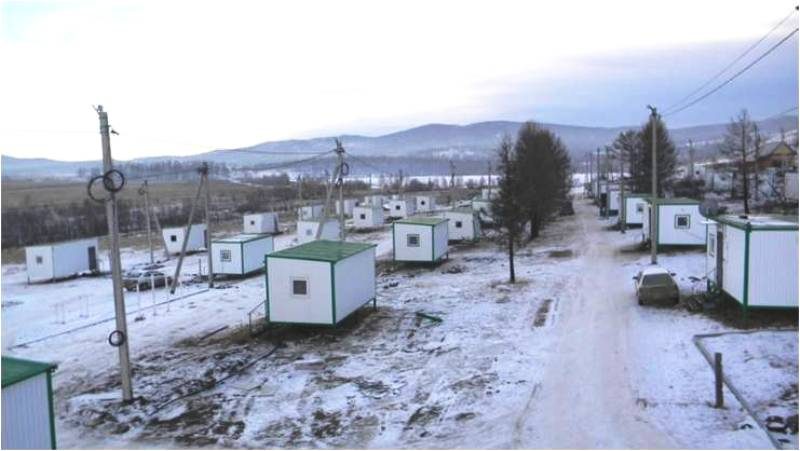
Центр учебных геологических практик

### Центр учебных геологических практик
Центр учебных геологических практик расположен в Хакасии на берегу озера Собачье, в 16 км юго-западнее озера Шира (54°22′07″ с. ш. 90°01′20″ в. д.). Центр был образован в 1959 году. Полигон охватывает площадь 100х50 км, где сосредоточено большое количество и разнообразие геологических тел и структур, горных пород и минералов, природно-ландшафтных комплексов, месторождений и проявлений золота, меди, молибдена, вольфрама и пр. Используется для проведения геологических практик вузов Западной Сибири.

### Исследовательский ядерный реактор
Исследовательский реактор ИРТ-Т сооружен в 1959–1967 гг. Ежегодно на нем проходят обучение 430 студентов. Они на практике получают знания по управлению ядерно-энергетической установкой, обеспечению физической защиты объектов атомной энергии, ядерной и радиационной безопасности. Среди российских работающих реакторов только в Томске, на реакторе ТПУ, могут проходить обучение иностранные граждане. Они готовятся к работе на атомных объектах в своих странах.

## Галерея

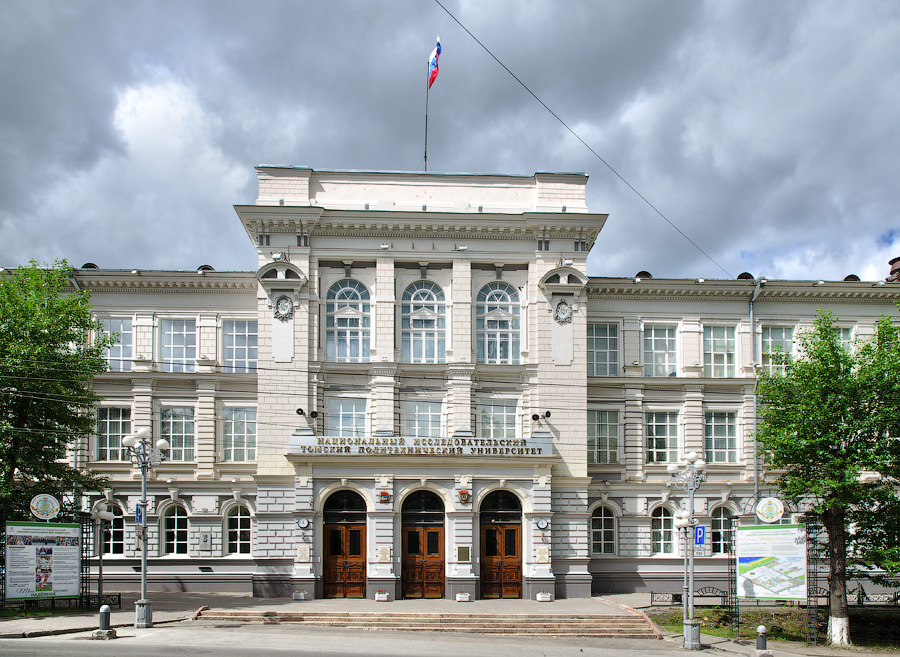
Главный корпус ТПУ
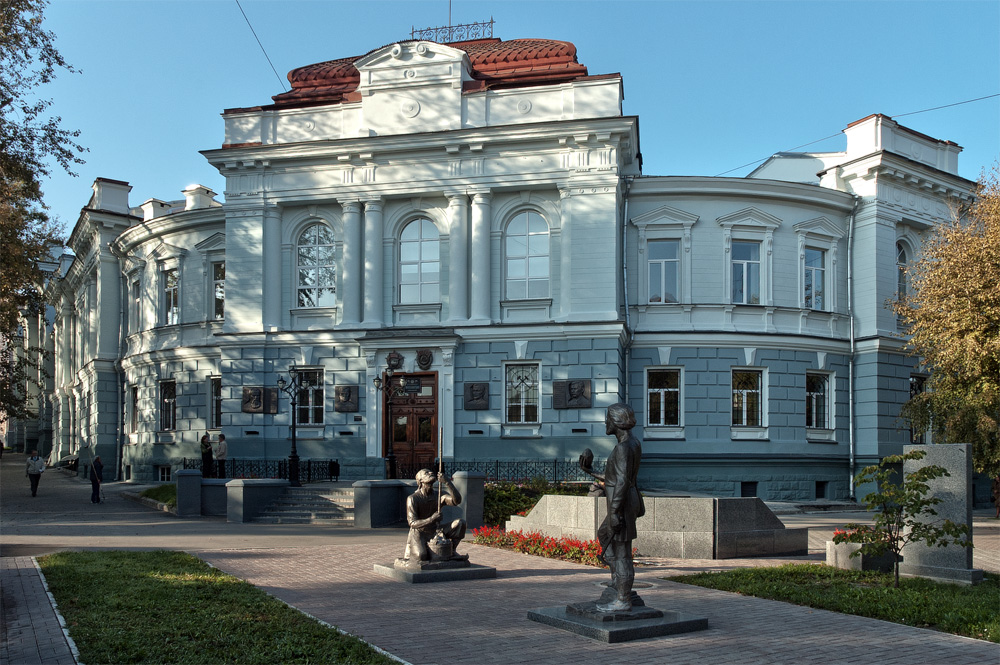
Первый (горный) корпус ТПУ
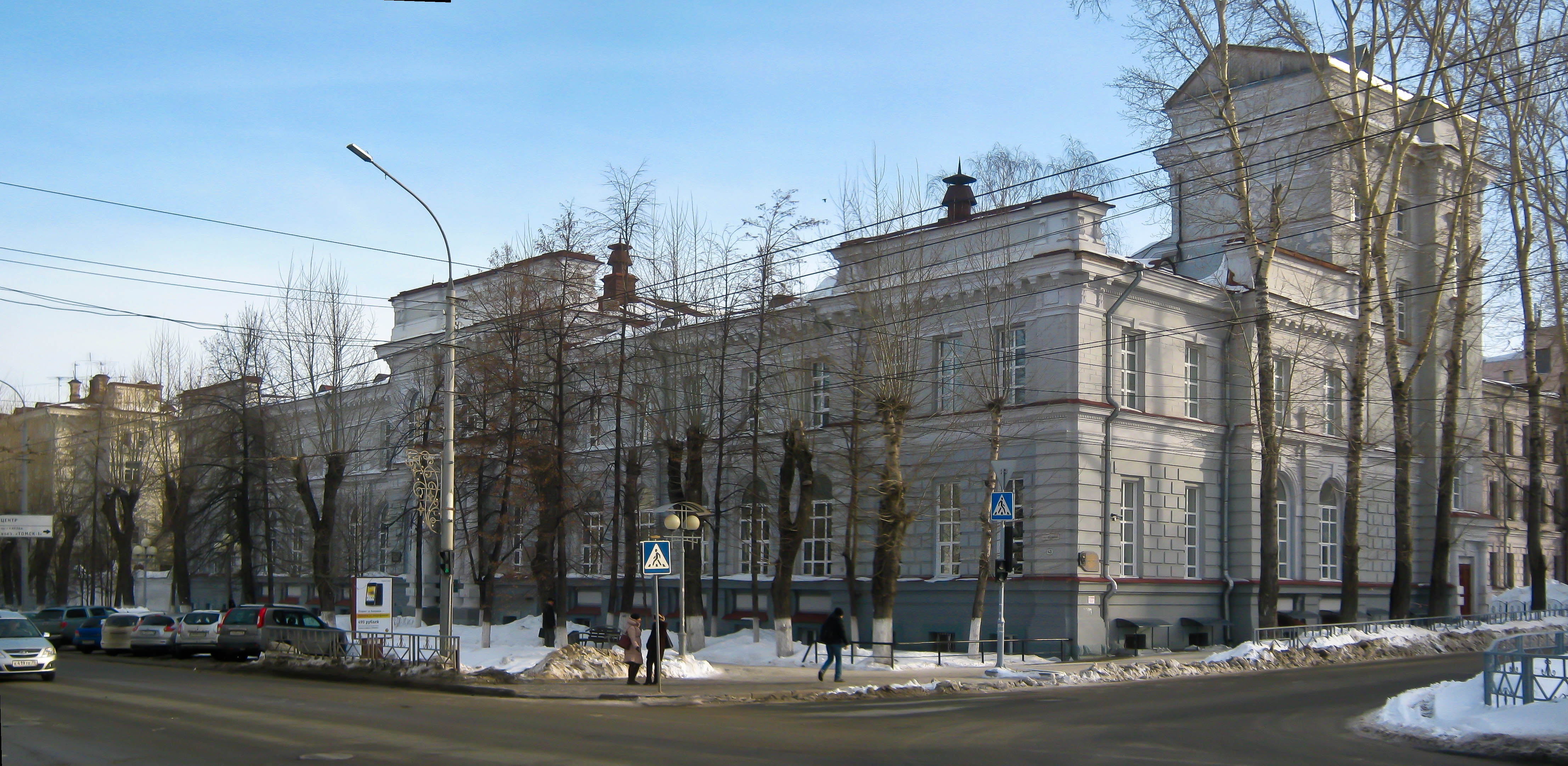
Физический (3-й) корпус ТПУ
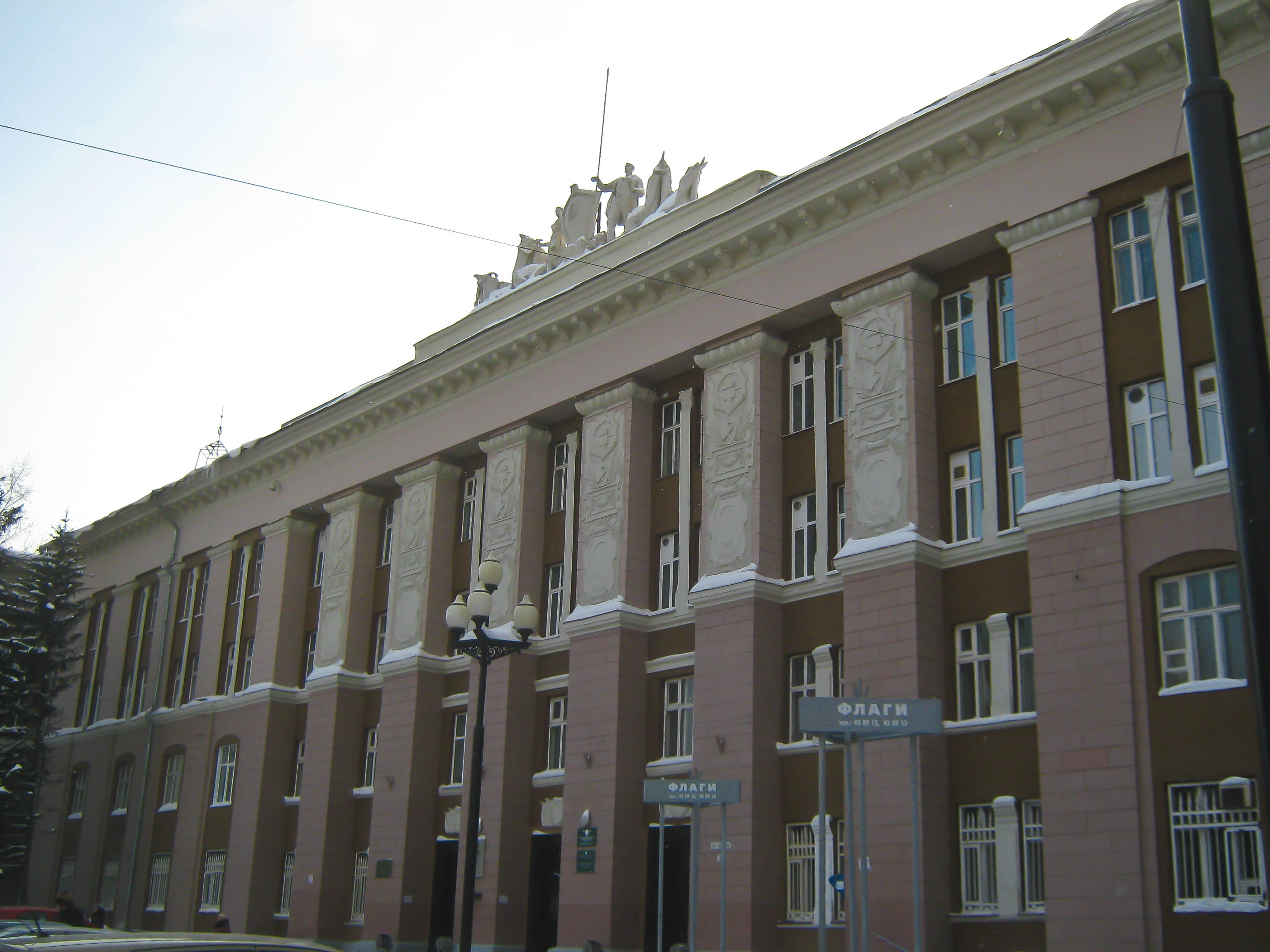
10-й корпус ТПУ
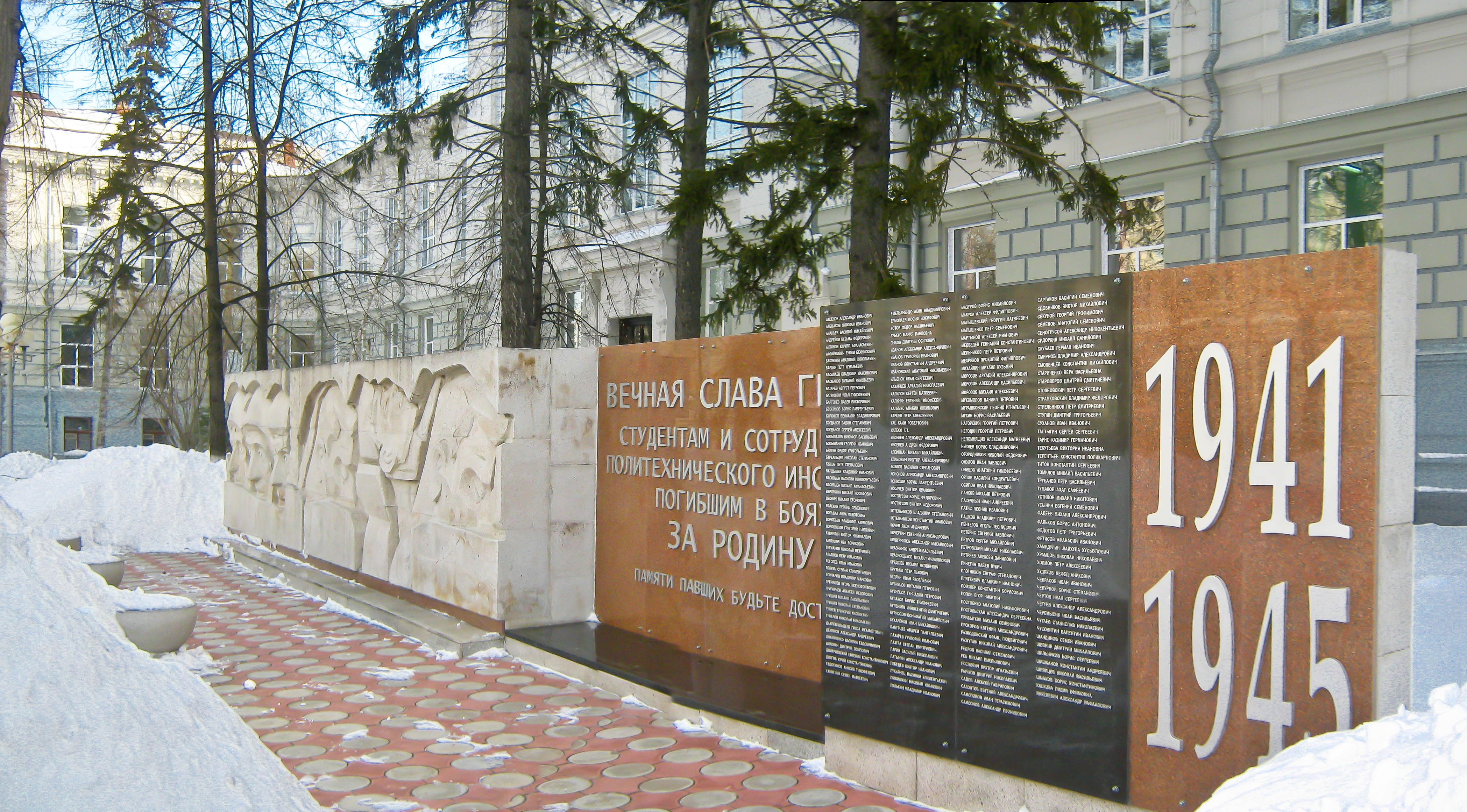
Мемориал погибшим сотрудникам ТПУ
Главный корпус на конверте СССР
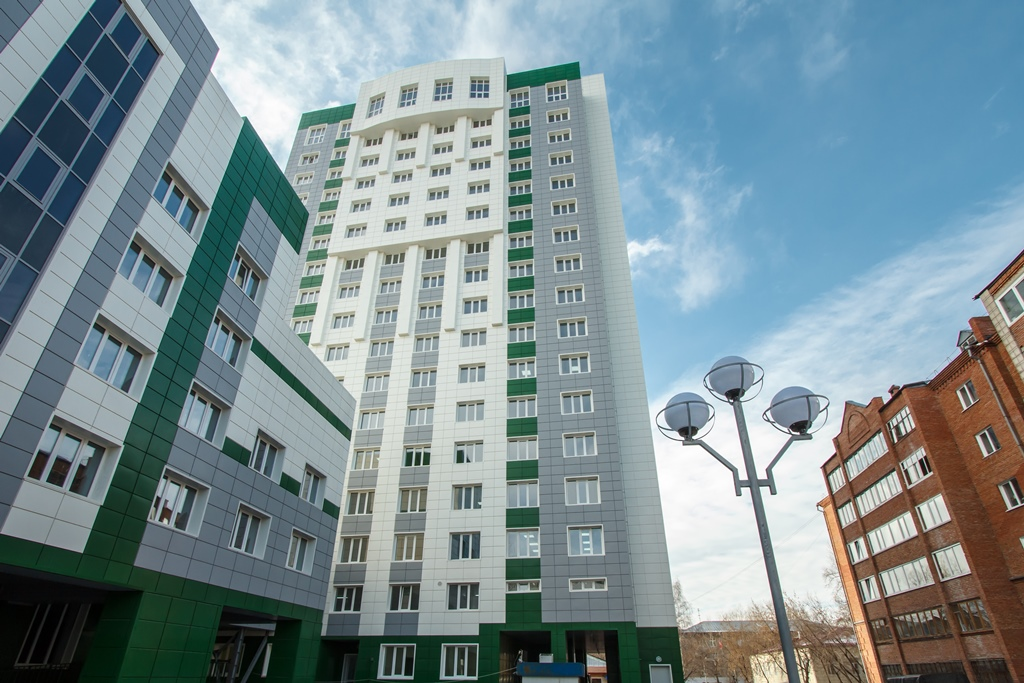
Студенческий городок ТПУ признан лучшим в России (конкурс Минобрнауки 2016 года)
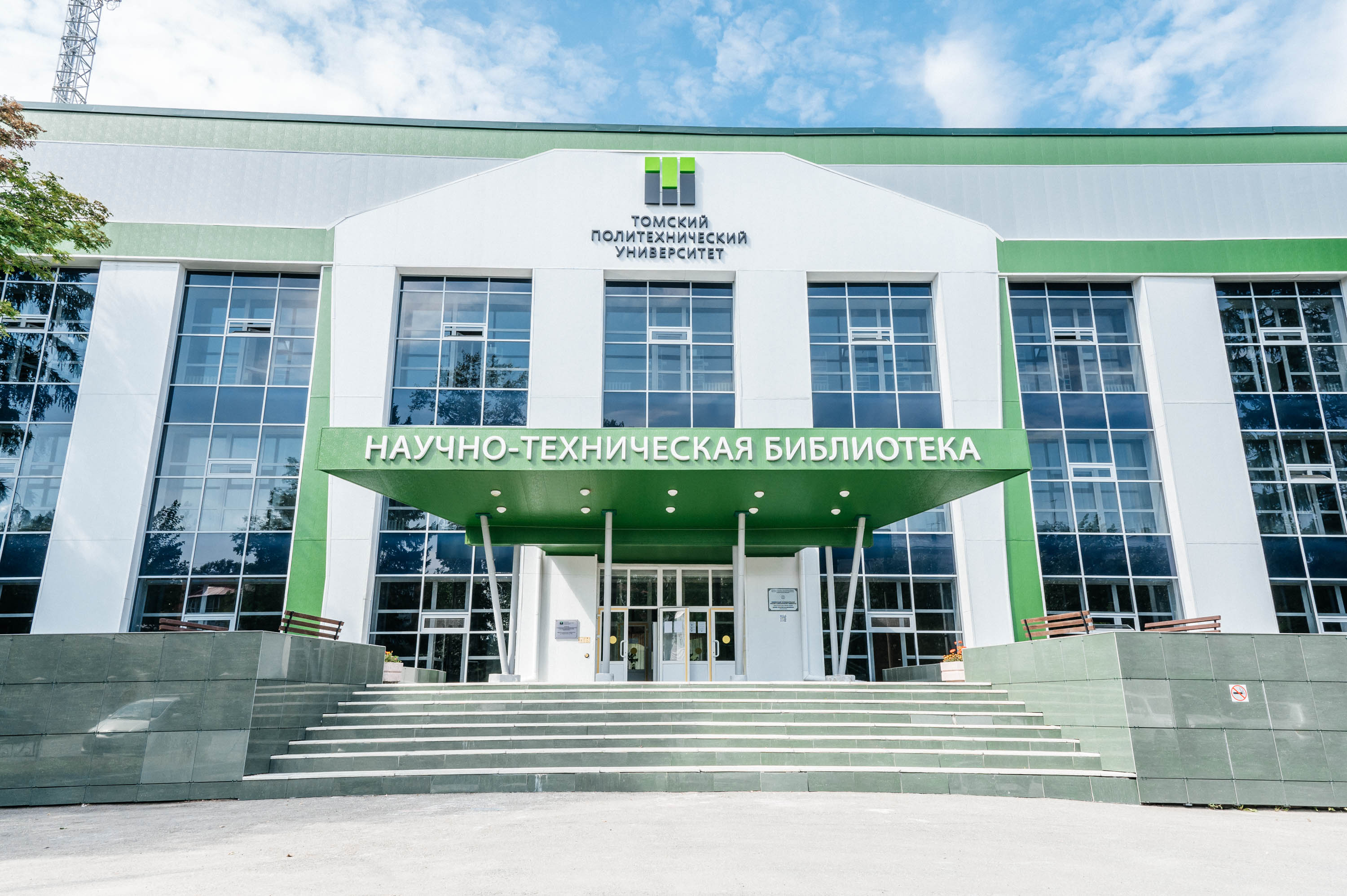
Научно-техническая библиотека ТПУ 2020
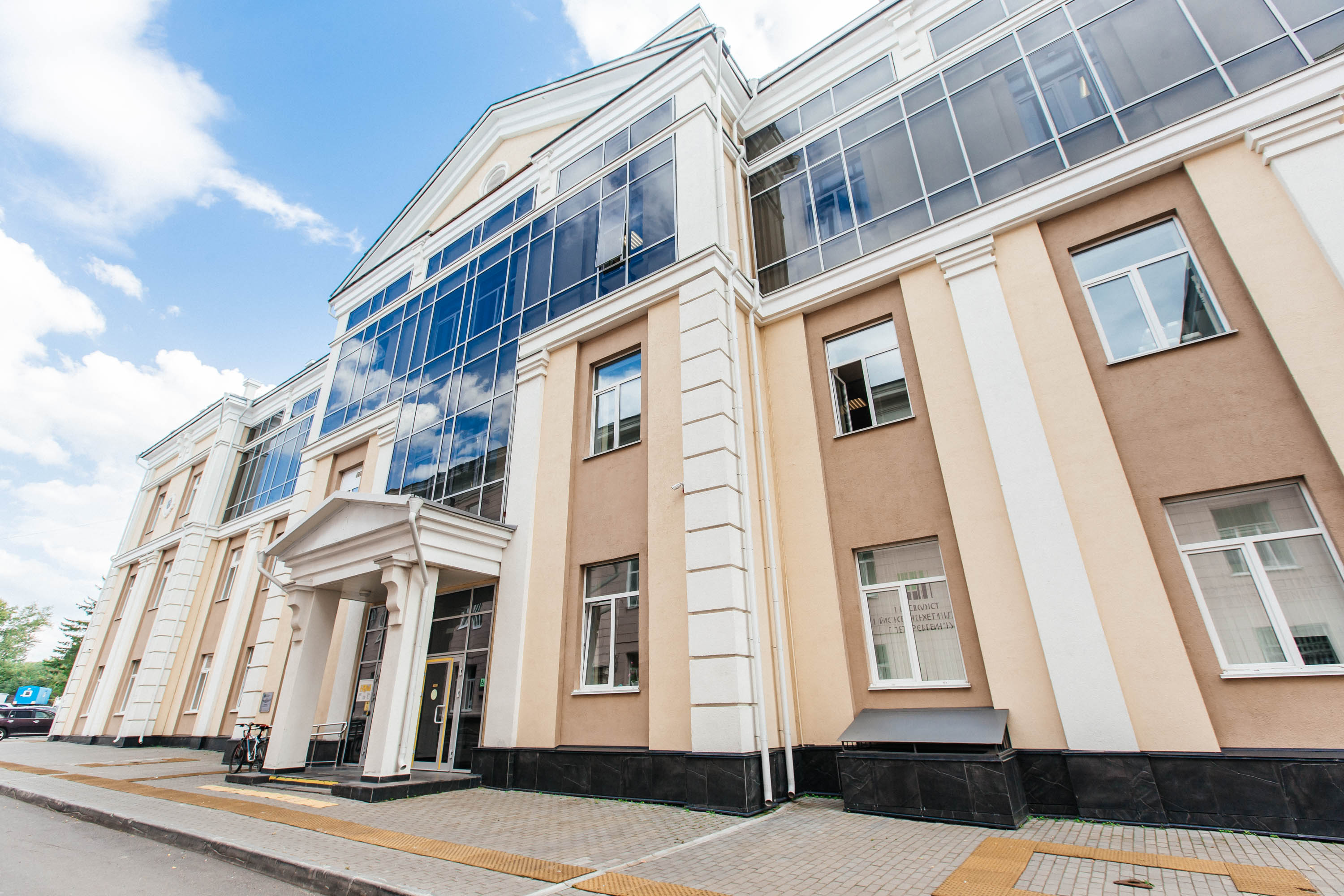
Научный парк ТПУ
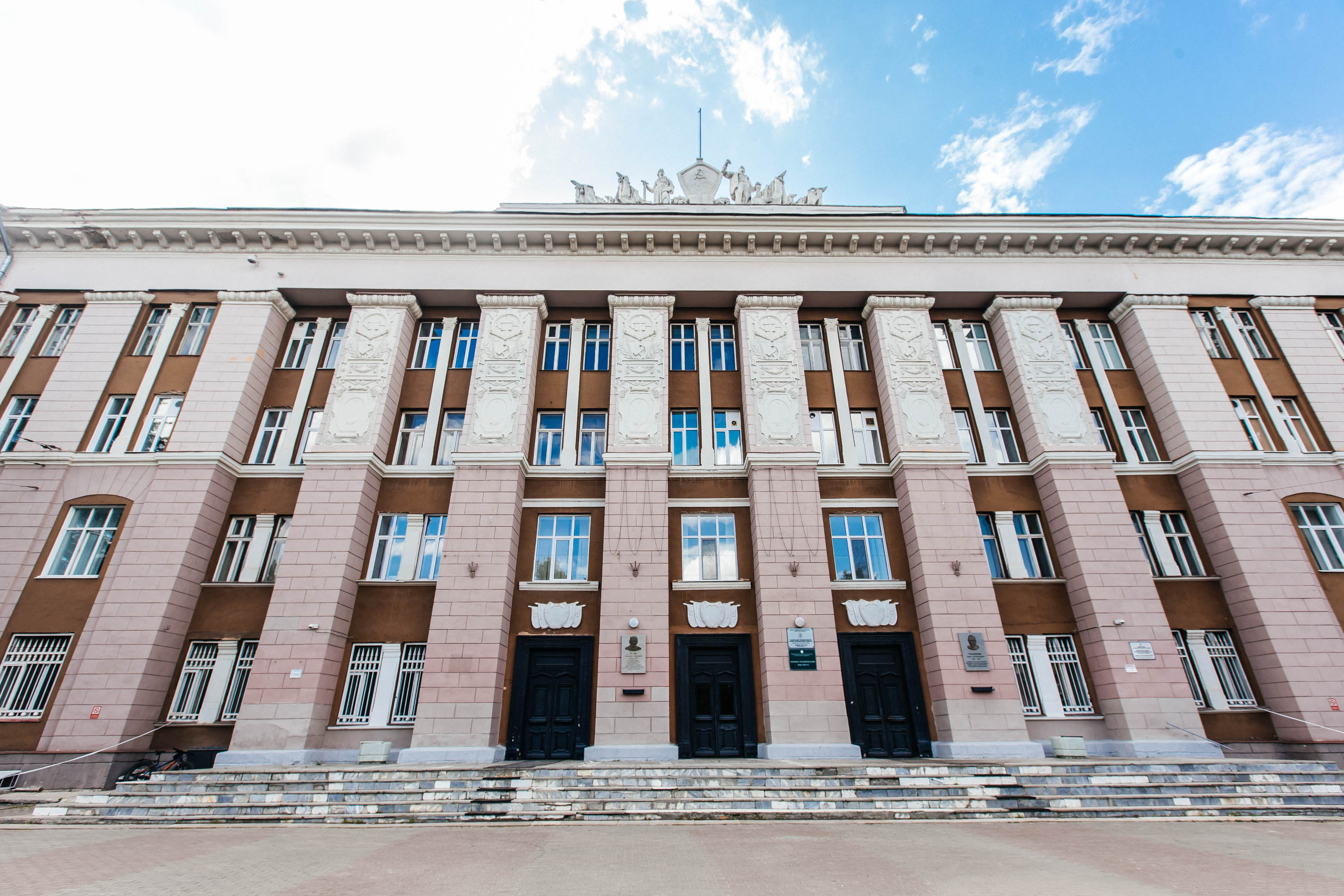
Учебный корпус ТПУ 10